# Joaquín Balaguer
Joaquín Antonio Balaguer Ricardo, född 1 september 1906, död 14 juli 2002, var en dominikansk politiker, vicepresident 1957–1960, president 1960–1962, 1966–1978 och 1986–1996. Han var diktatorn Rafael Trujillos skyddsling och blev under sin andra presidentperiod själv anklagad för valfusk och för att ha trakasserat medlemmar av oppositionen.

## Biografi
Balaguer föddes i Dominikanska republiken med en puertoricansk far och en dominikansk mor. Efter studier i juridik vid Sorbonne återvände han till Dominikanska republiken och började 1930 arbeta för militären Rafael Trujillos presidentkampanj och spelade en roll som förhandlare med den haitiska regeringen om kompensationer efter Persiljemassakern 1937. År 1957 valdes Balaguer till vicepresident och tillträdde presidentposten tre år senare, sedan Trujillo tvingat sin bror, som formellt besatte presidentposten, att avgå. Sedan Trujillo lönnmördats 1961 manövrerade Balaguer framgångsrikt genom krisen som utbröt och lyckades få Trujillos familj att lämna landet men avgick några månader senare till förmån för den vänsterorienterade Juan Bosch och flydde till USA. År 1963 störtades Boschs regering i en militärkupp, men två år senare revolterade militärofficerare mot juntan för att försöka återinsätta Bosch. USA:s president Lyndon B. Johnson grep in och skickade trupper på 20 000 man för att slå ner upproret. År 1966 blev Balaguer president med USA:s stöd och förblev på posten till 1978 då han förlorade makten på laglig väg till Antonio Guzmán Fernández, ledare av Dominikanska Revolutionspartiet.
År 1986 fick Balaguer åter styret över landet. Han satt denna gång vid makten till 1996, då han motvilligt fick avgå på grund av kontroverserna kring hans omval 1994. År 2000 ställde han 94 år gammal och nästan blind upp för omval men förlorade med 24,6 procent av rösterna. Han förblev dock en faktor i Dominikanska republikens politik fram till sin död 2002. Balaguer var djupt religiös och ogift. Hans närmaste efterlevande var   en syster.